# سالم فرغانی
سالم فرغانی همچنین شناخته شده با نام شیطان فرغانی فرمانده نظامی خلافت عباسیان بود که برای دفع شورش طبرستان و دستگیری ونداد هرمز فرستاده شد ولی در نبرد تن به تن با پسری به نام وندا امید، شکست خورده و کشته شد.

## نبرد در طبرستان
ابن اسفندیار در کتاب تاریخ طبرستان دربارهٔ این نبرد گزارش کرده: «... چون به طبرستان رسید، به صحرای اصرم فرود آمد. ونداد هرمزد پیش‌باز شد با حشمی بسیار. سالم اسبی ابلق داشت که به عراق و عرب مشهور بود؛ بر آن اسب نشسته و سلاح پوشیده، مانند کوهی روان، نعره‌زنان حمله آورد و به ونداد هرمزد رسید و تبرزینی داشت، بیست مَن، برآورد تا به ونداد هرمزد زند. سپر گیلی پیش برد، بر آن آمد و به دو نیمه گردانید و عمودی دیگر بر گردن ونداد هرمزد زد. کارگر نیامد و آن روز تا شب مقاومت نمودند چون تاریک شد، بازگردیدند. ونداد هرمزد با حشم خویش به هرمزدآباد فرود آمد. چون روز شد، خوان نهادند و مردم را نان دادند و به شراب نشستند…»
ونداد هرمزد جایزه‌ای برای شکست دادن سالم فرغانی تعیین کرد که پسری به نام وندا امید آن را پذیرفته و در نبرد تن به تن موفق به کشتن سالم شد. ابن اسفندیار همچنین می‌گوید که مقتل سالم یا در سه فرسنگی آمل یا در صحرای اصرم (که به آن هی هی کیان می‌گفتند) بوده‌است.